# La moda del lento
La moda del lento è il secondo album del gruppo musicale italiano Baustelle, pubblicato il 23 maggio 2003 e autoprodotto in partnership con BMG Edizioni.

## Descrizione
Il disco si rifà alle sonorità degli anni ottanta utilizzando, rispetto all'album di debutto, più sintetizzatori che chitarre elettriche. Ha riscosso successo sia tra il pubblico che tra i critici musicali: viene elogiato, tra gli altri, da Musica! di Repubblica, Sette/Corriere Della Sera, Rockstar e Rockerilla.
La moda del lento è stato registrato in tre diversi studi: a Montepulciano, nello studio Musica Viva di Stefano Vivaldi, a La Fabbrica di Plastica di Gattatico (Reggio Emilia) e alle Officine Meccaniche a Milano da Amerigo Verardi, Silvio Trisciuzzi, Stefano Vivaldi e Taketo Gohara con la produzione esecutiva di Roberto Trinci e quella artistica di Amerigo Verardi, già produttore dell'album di debutto Sussidiario illustrato della giovinezza. Verardi si è occupato anche del missaggio con Maurice Andiloro nello studio emiliano e milanese. La masterizzazione del disco è avvenuta allo Studio Barzan di Milano.
Il 4 dicembre 2013 l'album viene reso nuovamente disponibile nel suo formato originale.

### Copertina
La copertina è opera di Florence Manlik, mentre la grafica dell'artwork è a cura di Camilla Casalino, Francesco Bianconi e Laura Polazzi.

## Tracce
Testi di Francesco Bianconi.
1. Cin Cin – 4:03 (musica: Francesco Bianconi)
2. Arriva lo ye-yé – 3:34 (musica: Francesco Bianconi, Fabrizio Massara)
3. La canzone di Alain Delon – 4:32 (musica: Francesco Bianconi)
4. Love affair – 4:16 (musica: Claudio Brasini, Francesco Bianconi)
5. Il seno – 4:16 (musica: Francesco Bianconi)
6. Mademoiselle Boyfriend – 4:30 (musica: Francesco Bianconi, Rachele Bastreghi)
7. La settimana bianca – 3:23 (musica: Claudio Brasini, Francesco Bianconi)
8. EN – 5:18 (musica: Claudio Brasini, Francesco Bianconi)
9. Réclame – 5:29 (musica: Fabrizio Massara)
10. La moda del lento – 4:53 (musica: Francesco Bianconi, Fabrizio Massara)
11. Bouquet – 4:47 (musica: Francesco Bianconi)
12. Arrivederci – 10:27 (musica: Rachele Bastreghi)

Durata totale: 59:28

## Formazione

### Gruppo
- Francesco Bianconi - voce, chitarra acustica, theremin, Fender Rhodes, sintetizzatore
- Rachele Bastreghi - voce, cori, pianoforte, Fender Rhodes, sintetizzatore
- Claudio Brasini - chitarra elettrica
- Claudio Chiari - sintetizzatore
- Fabrizio Massara - pianoforte, programmazione, sintetizzatore, arrangiamenti dei corni
- Samuele Bucelli - batteria, cori
- Stefano Vivaldi - basso, percussioni

Altri musicisti
- Roberto Forlini - batteria
- Luca Pollai - corno
- Laura Polazzi - "nastri"
- Lorenzo Losi - tromba
- Bruno Bocci - tromba, flicorno soprano
- Erhard Gatterer - trombone
- Luciano Brigidi - arrangiamenti dei corni, sax tenore
- Kristina Andersen - cori
- Leslie Elwell - cori
- Margot Jacobs - cori